# أندرو كالدويل (ممثل)
أندرو كالدويل (بالإنجليزية: Andrew Caldwell)‏ مواليد 25 يوليو 1989 في غراند بلانك، الولايات المتحدة، هو ممثل أمريكي بدأ مسيرته الفنية سنة 2005.

## الأعمال

### أفلام
- المتحولون (2007)
- مخيف أو يموت (2012)

### مسلسلات
- عرض بيرني ماك (2005)
- اسمي إيرل (2007) (بدور: جيك)
- هانا مونتانا (2007)
- بانكد (2007)
- آفاتار: أسطورة أنج (2007)
- أميريكان داد! (2009)
- بالصدفة عمدا (2009) (بدور: فرانكلين)
- كيف قابلت أمكما (2010) (بدور: سكوتي)
- فيكتوريوس (2012)
- هنري البطل (2015)

## روابط خارجية
- أندرو كالدويل على موقع IMDb (الإنجليزية)
- أندرو كالدويل على موقع أول موفي (الإنجليزية)
- أندرو كالدويل على موقع قاعدة بيانات الفيلم (الإنجليزية)